# Raimund Marasigan
Raimund Marasigan, alias Lemon o Sugar Raims (Candelaria, 22 maggio 1971), è un cantante, musicista e produttore discografico filippino.
Il suo nome è spesso storpiato in altre versioni, come Raymond, Raymund, Raimond e altre varianti. Le sue grandi capacità a livello musicale e i suoi molteplici progetti lo hanno reso uno dei musicisti più rispettati dell'arcipelago. È stato membro, assieme a Ely Buendia, Buddy Zabala e Marcus Adoro della band Eraserheads. Attualmente è impiegato con 5 diversi gruppi musicali: Pedicab, Sandwich, Cambio, Project 1 e Squid 1.
Oltre ad essere un cantautore e un produttore discografico, è anche doppiatore e presentatore televisivo.